# Jan Lundgren (musiker)
För andra betydelser, se Jan Lundgren.
Jan Ove Robert Lundgren, född 22 mars 1966 i Olofström, är en svensk musiker och lektor vid Musikhögskolan i Malmö, där han undervisat sedan hösten 1991.

## Biografi
Jan Lundgren föddes i Olofström och växte upp i Ronneby. Han började spela piano i femårsåldern och bestämde sig i övre tonåren för ett yrkesliv i musiken. Efter examen vid Musikhögskolan i Malmö 1991 började han etablera sig som musiker i svenskt jazzliv. Till en början var han ofta ackompanjatör i olika sammanhang och stilar och samarbetade med många artister i Sverige. I takt med att den egna karriären tog fart inriktade han sig på att verka som solist och utveckla samarbeten. Tidigt i sin karriär spelade han med svenska jazzmusiker som Arne Domnérus, Putte Wickman och Rune Gustafsson.
Den internationella karriären inleddes i mitten av 1990-talet, då Lundgrens första album i eget namn, Conclusion lanserades i Europa, Nordamerika och Japan. De första kontakterna med den amerikanska jazzscenen utvecklades via saxofonisten Herb Geller till återkommande samarbeten med producenten Dick Bank, producent för Fresh Sound Records.
År 1995 bildade han Jan Lundgren Trio med basisten Mattias Svensson och trumslagaren Rasmus Kihlberg. Trion fick sitt genombrott med albumet Swedish Standards 1997 och belönades med Orkesterjournalens utmärkelse för årets bästa jazzskiva, Gyllene skivan. År 2000 spelade Lundgren på Carnegie Hall i New York, då trion medverkade i konserten ”Swedish Jazz Salutes the USA”.
Under 2000-talet fortsatte Lundgren sin internationella karriär. Det första decenniet lade han mycket kraft på sin trio, men arbetade samtidigt med många artister, såväl i studio- som i konsertsammanhang. 
År 2007 utnämndes han till Steinway Artist hos pianotillverkaren Steinway & Sons. Lundgren har varit producent för John Venkiah Trio (Things Change), Fanny Gunnarsson Quartet (Same Eyes as You) och Hannah Svensson (Each Little Moment), samtliga på skivmärket Volenza. Han har också producerat flera av sina egna skivor.
Jan Lundgren är ledamot av Kungl. Musikaliska Akademien sedan maj 2022.

### Ledarskap
Lundgren är konstnärlig ledare för Ystad Sweden Jazz Festival, en årlig jazzfestival förlagd till månadsskiftet juli–augusti. Festivalen grundades 2010 av Jan Lundgren och Thomas Lantz. Sedan december 2016 är också konstnärlig ledare för den jazzklubben Jazzhus Montmartre i Köpenhamn. Han är även initiativtagare till och konstnärlig ledare för Ystad Winter Piano Fest, Sveriges första pianojazzfestival. Den första upplagan av festivalen ägde rum 27–28 december 2021. 

## Priser och utmärkelser i urval
- 1993: Thore Swanerud-stipendiet.
- 1994: Harry Arnold-stipendiet.
- 1994: Sveriges Radios pris Jazzkatten i kategorin Årets jazzmusiker.
- 1995: Topsys tusenkrona – Stiftelsen Nalen.
- 1995: Malmö stads kulturstipendium.
- 1998: Orkesterjournalens pris Gyllene skivan för Swedish Standards (utgiven 1997).
- 2000: Jan Johansson-stipendiet.
- 2008: Django d’Or Contemporary Star of Jazz.
- 2010: Thore Ehrling-stipendiet.
- 2010: Region Blekinges kulturpris.
- 2012: Region Skånes kulturpris.
- 2013: Jazz Journal – Jazz Record of the Year – Critics’ Poll för Together Again at the Jazz Bakery (utgiven 2012).
- 2013: Ystads kommuns kulturpris.
- 2015: Jazz Journal – Jazz Record of the Year – Critics’ Poll för All by Myself (utgiven 2014).
- 2019: Ellen & Svend Asmussen Award.
- 2020: Dansk-svensk kulturfonds pris.
- 2023: Jazz i Malmös Guldnålen.[5]
- 2025:  Litteris et Artibus[6]

## Kompositioner i urval
- A Dog Named Jazze (album: Into the Night, ACT, 2021)
- A Touch of You (album: A Touch of You, Alfa, 2003)
- Almas Vaggvisa (album: I Love Jan Lundgren Trio, Figaro Music, 2014)
- Bird of Passage (album: Bird of Passage, Four Leaf Clover Records, 1995)
- Blekinge (album: Kristallen, ACT, 2020)
- Blue Silence (album: Mare Nostrum II, ACT, 2016)
- Bullet Train (album: Potsdamer Platz, ACT, 2017)
- Conclusion (album: Conclusion, Four Leaf Clover Records, 1994)
- Dance of Masja (album: Potsdamer Platz, ACT, 2017)
- Farväl (album: Mare Nostrum II, ACT, 2016)
- Flowers of Sendai (album: Flowers of Sendai, Bee Jazz, 2014)
- Hidden Truth (album: I Love Jan Lundgren Trio, Figaro Music, 2014)
- I Do (album: Into the Night, ACT, 2021)
- Into the Night (album: Into the Night, ACT, 2021)
- Leklåt (album: Mare Nostrum II, ACT, 2016)
- Love in Return (Mare Nostrum III, ACT, 2019)
- Love Land (album: Bengan Janson–Jan Lundgren–Ulf Wakenius, Ladybird, 2011; Mare Nostrum III, ACT, 2019)
- Lycklig resa (album: Potsdamer Platz, ACT, 2017)
- Man in the Fog (album: Man in the Fog, Bee Jazz, 2013)
- Mare Nostrum (album: Mare Nostrum, ACT, 2007)
- M.Z. (album: Lockrop, Gemini Records, 2006)
- Never Too Late (album: Potsdamer Platz, ACT, 2017)
- No. 9 (album: Potsdamer Platz, ACT, 2017)
- On the Banks of the Seine (album: Potsdamer Platz, ACT, 2017)
- Open Your Mind (album: Mare Nostrum, ACT, 2007)
- Parfait Amour (album: Flowers of Sendai, Bee Jazz, 2014)
- Potsdamer Platz (album: Potsdamer Platz, ACT, 2017)
- Ronneby (Mare Nostrum III, ACT, 2019)
- Second Time First (album: We Will Always Be Together, Gazell, 2004)
- Short Life (album: Conclusion, Four Leaf Clover Records, 1994)
- Song for Jörgen (album: Potsdamer Platz, ACT, 2017)
- Stenhuggarens visa (album: Lockrop, Gemini Records, 2006)
- The Expatriate (album: For Listeners Only, Sittel Records, 2001)
- The Longest Night (album: Back 2 Back, Volenza, 2011)
- The Magic Stroll (album: Mare Nostrum III, ACT, 2019)
- The Poet (album: Potsdamer Platz, ACT, 2017)
- The Seagull (album: Mare Nostrum, ACT, 2007)
- Time to Leave Again (album: For Listeners Only, Sittel Records, 2001)
- Twelve Tone Rag (album: Potsdamer Platz, ACT, 2017)
- View of P (album: Man in the Fog, Bee Jazz Records, 2013)
- Years Ahead (album: Mare Nostrum, ACT, 2007)

### Diskografi
- 1994 – Conclusion (Four Leaf Clover)
- 1994 – Stockholm-Get-Together (Fresh Sound)
- 1995 – New York Calling (Alfa)
- 1996 – Bird of Passage (Four Leaf Clover)
- 1996 – California Connection (Fresh Sound-Four Leaf Clover)
- 1996 – Cooking! at the Jazz Bakery (Fresh Sound)
- 1997 – Swedish Standards (Sittel, återutgiven av ACT 2009)
- 1998 – A Touch of You (Alfa)
- 1999 – Something to Live For (Sittel)
- 2000 – For Listeners Only (Sittel)
- 2001 – Jan Lundgren Trio Plays the Music of Victor Young (Sittel)
- 2001 – Lonely One (Marshmallow)
- 2001 – Collaboration med Pete Jolly (Fresh Sound)
- 2002 – Presents Miriam Aida & Fredrik Kronkvist (Sittel)
- 2002 – Charade (Marshmallow)
- 2002 – Jan Lundgren Trio Plays the Music of Jule Styne (Sittel)
- 2003 – Perfidia (Marshmallow)
- 2003 – Svenska landskap [engelsk utgåva Landscapes] (Sittel)
- 2003 – Blue Lights (Marshmallow)
- 2003 – Celebrating the Music of Matt Dennis (Fresh Sound)
- 2004 – Les Parapluies de Cherbourg (Marshmallow)
- 2004 – En sommarkonsert (med Putte Wickman och Göran Fristorp)
- 2004 – We Will Always Be Together med Putte Wickman (Gazell)
- 2005 – In New York (Marshmallow)
- 2005 – An Intimate Salute to Frankie med Putte Wickman (Gazell)
- 2006 – Lockrop med Georg Riedel (Gemini)
- 2006 – Plays Cole Porter Love Songs (Marshmallow)
- 2006 – History of Piano Jazz (Fagerdala Event)
- 2006 – How About You med Andy Martin (Fresh Sound)
- 2007 – A Swinging Rendezvous (Marshmallow)
- 2007 – Mare nostrum med Paolo Fresu & Richard Galliano (ACT)
- 2007 – Magnum Mysterium (ACT)
- 2008 – Soft Summer Breeze (Marshmallow)
- 2009 – European Standards (ACT)
- 2009 – Jul på svenska med Jojje Wadenius & Arild Andersen (EMI)
- 2010 – Too Darn Hot med Artistry Jazz Group (Volenza)
- 2011 – Back 2 Back med Bengt Hallberg (Volenza)
- 2011 – Together Again... at the Jazz Bakery med Chuck Berghofer & Joe La Barbera (Fresh Sound)
- 2011 – Everything Happens to Me med Lasse Törnqvist (Spice of Life)
- 2012 – Until It’s Time med LaGaylia Frazier (Prophone)
- 2013 – Man in the Fog [solo piano] (Bee Jazz)
- 2013 – Jul på Norska med Georg Wadenius & Arild Andersen (EMI)
- 2014 – All by Myself [solo piano] (Fresh Sound)
- 2013 – I Love Jan Lundgren Trio med Mattias Svensson & Zoltan Csörsz Jr (Figaro)
- 2014 – Flowers of Sendai med Mattias Svensson & Zoltan Csörsz Jr (Bee Jazz)
- 2014 – Quietly There med Harry Allen (Stunt)
- 2015 – A Retrospective (Fresh Sound)
- 2016 – The Ystad Concert (ACT)
- 2016 – Mare Nostrum II med Paolo Fresu & Richard Galliano (ACT)
- 2017 – Potsdamer Platz (ACT)
- 2019 – Mare Nostrum III med Paolo Fresu & Richard Galliano (ACT)
- 2020 – Kristallen med Nils Landgren (ACT)
- 2021 – Into the Light med Lars Danielsson & Émile Parisien (ACT)
- 2022 – Jazz Poetry med Hans Backenroth (ACT)[7]